# Peracarpa carnosa
Peracarpa carnosa är en klockväxtart som beskrevs av Joseph Dalton Hooker och Thomas Thomson. Peracarpa carnosa ingår i släktet Peracarpa och familjen klockväxter. Inga underarter finns listade i Catalogue of Life.

## Bildgalleri

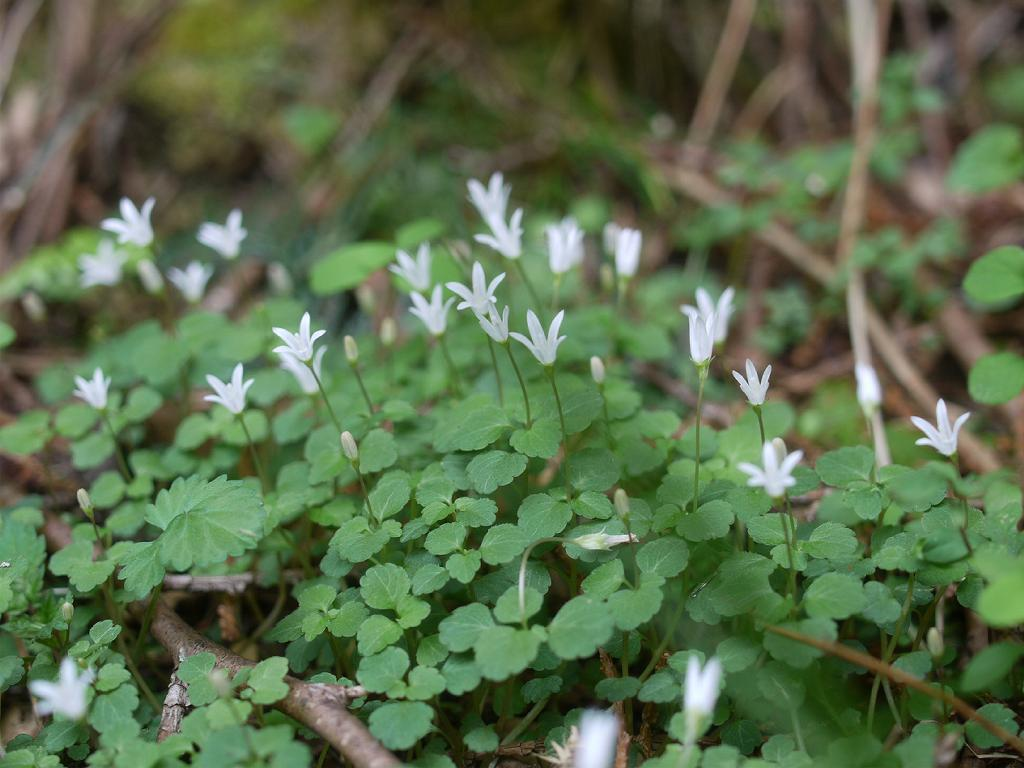
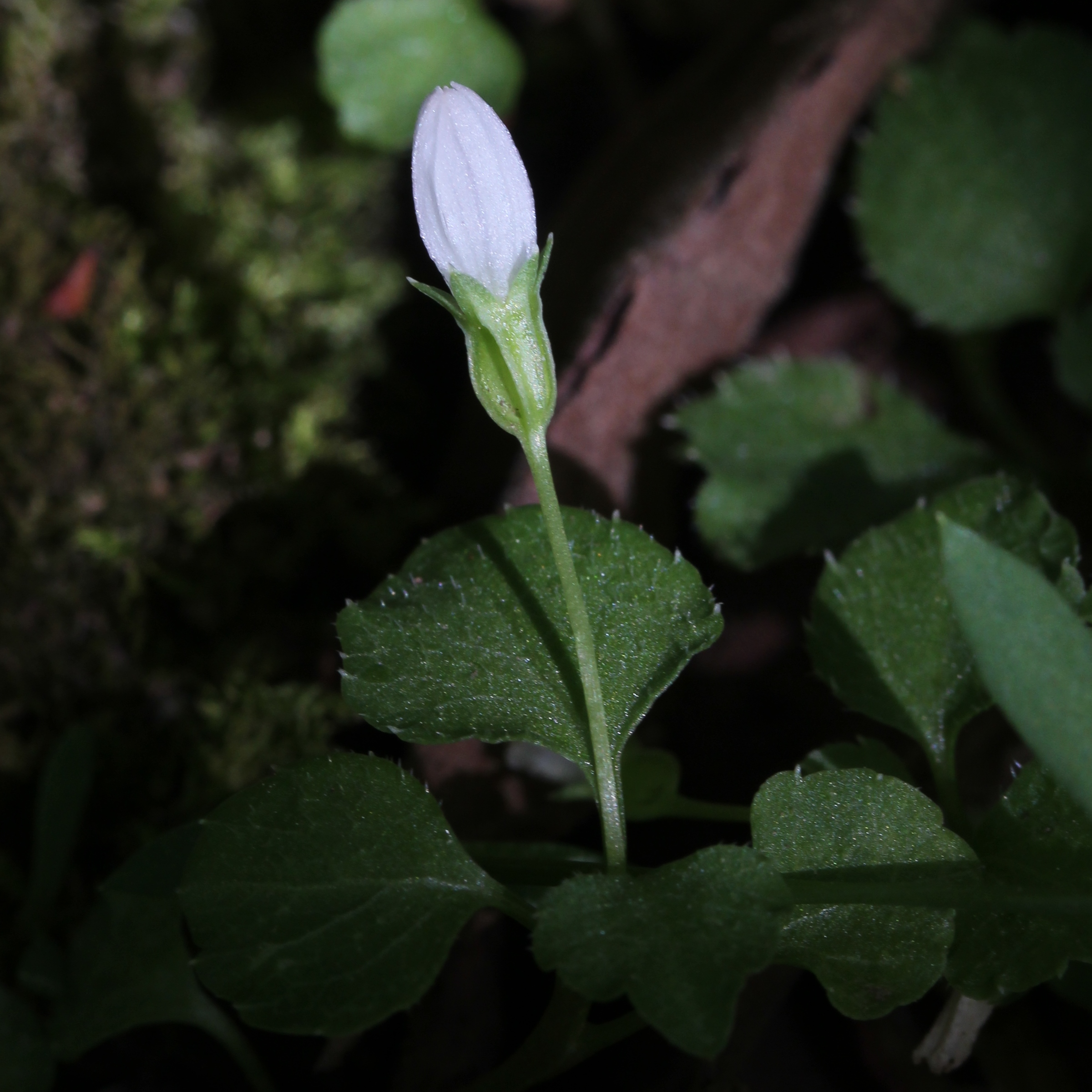
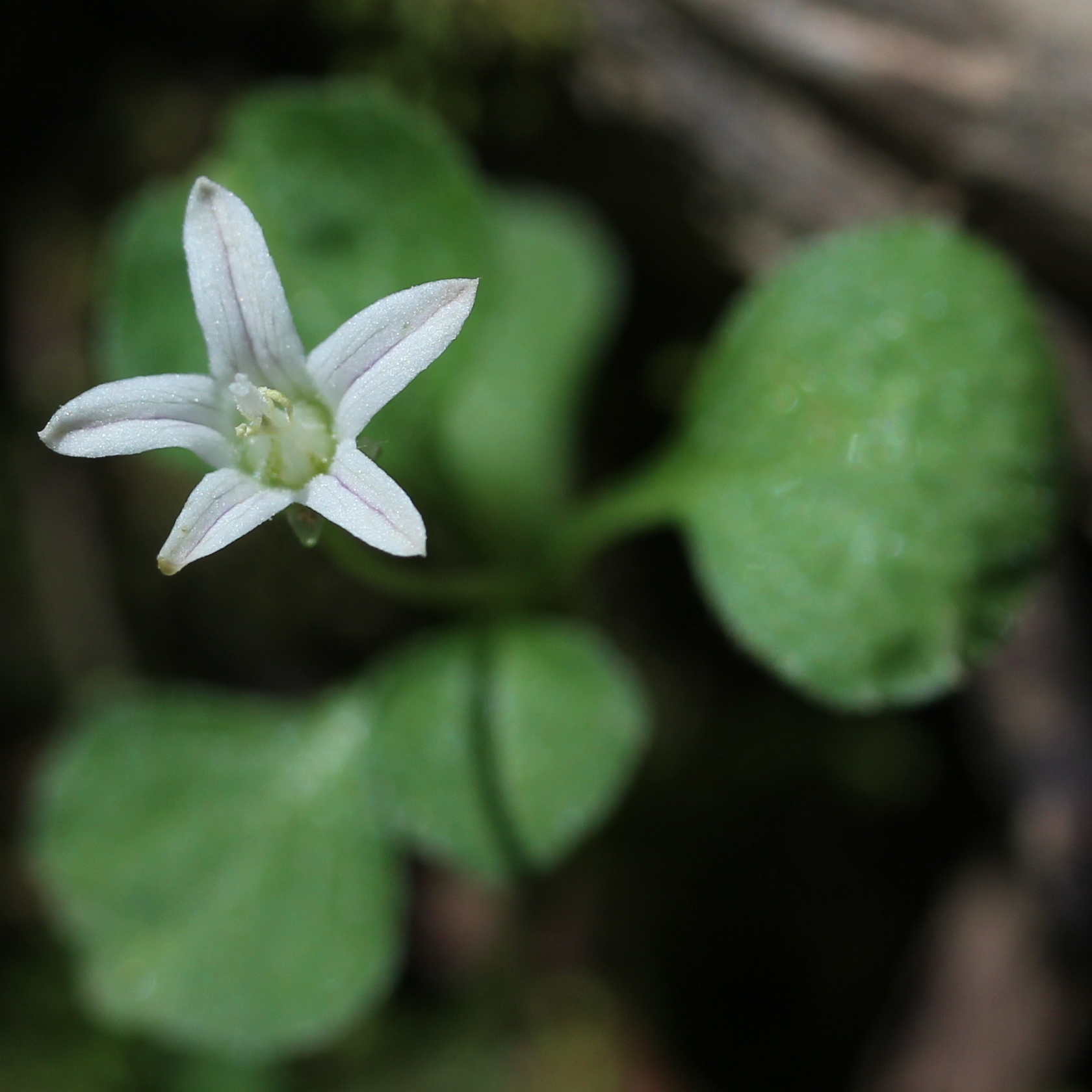
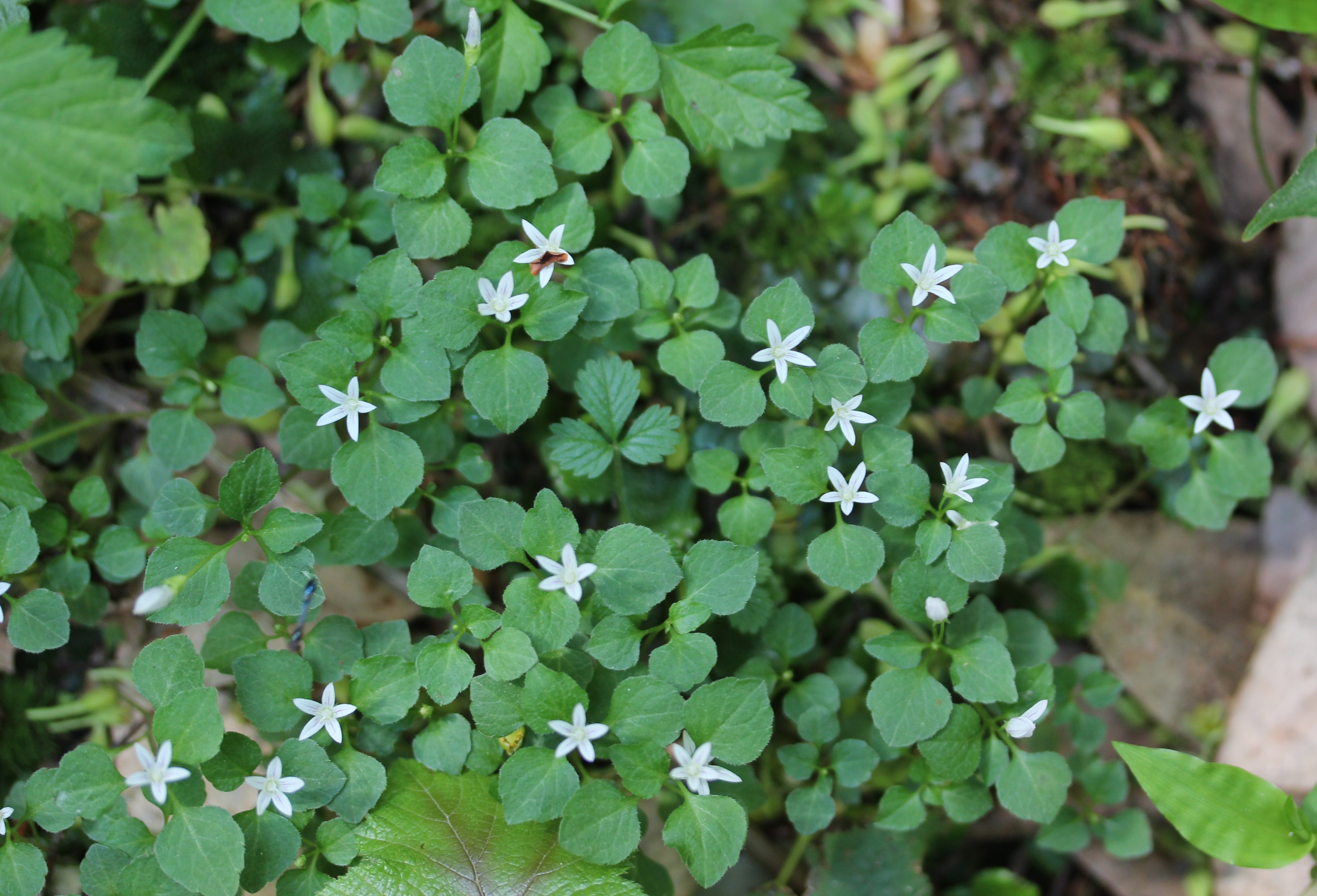
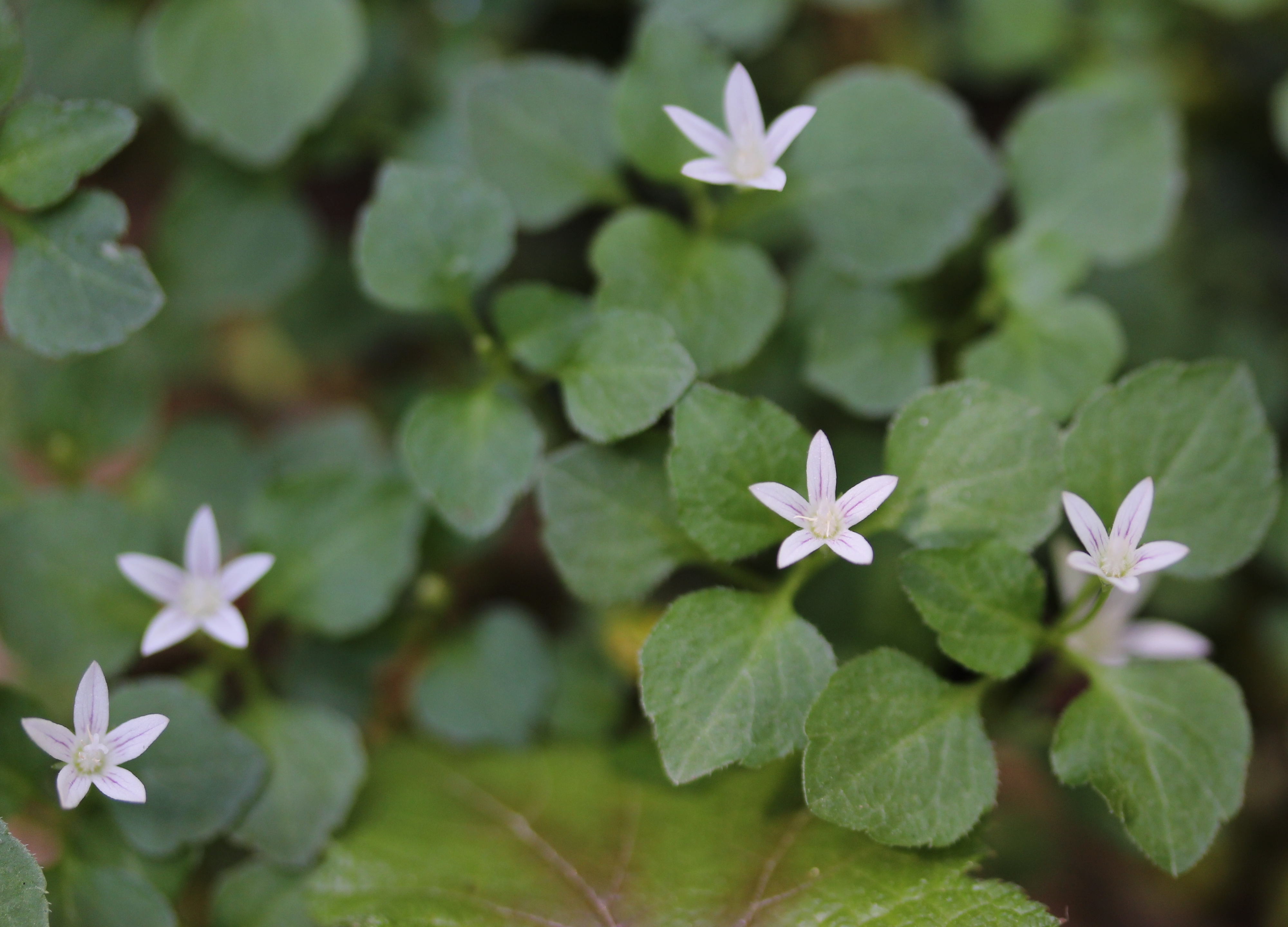
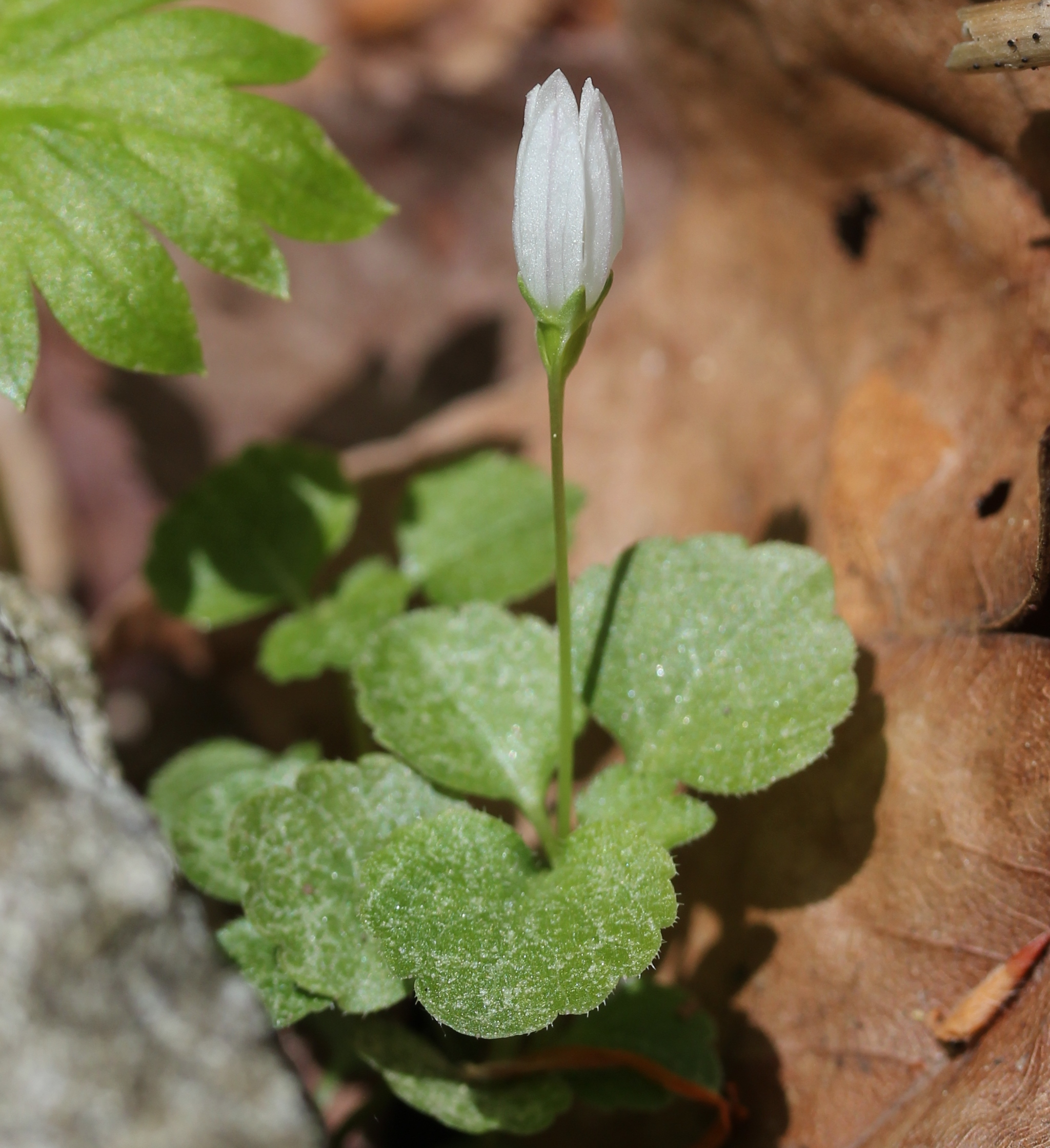